# 蒂尔堡大学
51°33′46″N 05°02′31″E / 51.56278°N 5.04194°E
蒂尔堡大学（荷蘭語：Universiteit van Tilburg）亦以「提堡大學」、「提爾堡大學」、「堤堡大學」或「堤爾堡大學」之名流傳於華文世界，成立于1927年，坐落在荷兰南部城市蒂尔堡，以经济和法律学科见长。这所大学现有员工1700人，其中全职教授170人；学生总数为12000人，其中国际学生750人，来自65个国家。每年大约有60名博士生和1500名硕士生从这里毕业。

## 教学单位
蒂尔堡大学设有五个學院，分别是经济与工商管理学院、法学院、社会与行为科学学院、人文学院以及天主教神学院。在此基础上，蒂尔堡大学设立了50多个研究所及研究中心。
经济与工商管理学院的历史最悠久，可追溯至大学建校时的1927年，同时还是现有学院中规模最大的，并且得到国际商管学院促进协会（AACSB）认证。法学院以及社会与行为科学学院均创办于1963年。而人文学院则是在2007年由艺术学院、哲学院等院系合并而来。天主教神学院也于同年创办。
另外，蒂尔堡大学与埃因霍温理工大学共同创办了提亚宁堡斯商学院。

## 声誉
蒂尔堡大学在研究与教学上均保持良好的声誉。经济与工商管理学院在得克萨斯大学达拉斯分校管理学院2009年2月发布的全球百强商学院名单中位列欧洲第三。提亚宁堡斯商学院在《金融时报》的2008年全球EMBA课程排名中位列第15位。

## 国际交流
除了通过欧盟框架与许多欧洲大学开展交流活动之外，蒂尔堡大学还与世界上40多个国家和地区的大学签署了100多份校级或院系级的双边合作协议。其中，校级合作对象主要分布在加拿大、澳大利亚、日本、中国和土耳其，而院系级合作对象主要来自欧洲。

## 知名校友
- 维姆·范登霍贝赫（荷兰语：Wim van den Goorbergh）：荷兰经济学家、银行家，1966年－1971年在校学习。
- 勒内·范德林登（荷兰语：René van der Linden）：荷兰政治家，1965年－1970年在校学习。
- 哈里·洛克费尔（荷兰语：Harry Lockefeer）：荷兰记者，1960年－1965年在校学习。
- 许斯·梅维斯（荷兰语：Guus Meeuwis）：荷兰歌手。
- 诺贝特·施梅尔策（荷兰语：Norbert Schmelzer）：荷兰政治家，1939年－1947年在校学习。
- 皮特·斯滕坎普（荷兰语：Piet Steenkamp）：荷兰政治家，1947年－1951年在校学习。
- 伊冯娜·蒂默曼-比克（荷兰语：Yvonne Timmerman-Buck）：荷兰政治家，1974年－1980年在校学习。
- 赫尔曼·韦费尔斯（荷兰语：Herman Wijffels）：荷兰经济学家，1959年－1966年在校学习。